# Eleanor Lapthorne
Eleanor Lapthorne (* 1977 oder 1978 in Limerick) ist eine ehemalige irische Squashspielerin.

## Karriere
Eleanor Lapthorne war in den 1990er- und 2000er-Jahren als Squashspielerin aktiv. Mit der irischen Nationalmannschaft nahm sie 1998, 2000 und 2006 an der Weltmeisterschaft teil. Außerdem stand sie mehrfach im irischen Kader bei Europameisterschaften und belegte mit ihr 2005 den dritten Platz.
Im Jahr 2000 wurde sie irische Meisterin. 2005 erreichte sie nochmals das Halbfinale.

## Erfolge
- Irischer Meister: 2000